# Дагсборо (Делавер)
Дагсборо (енгл. Dagsboro) град је у Округу Сасекс у америчкој савезној држави Делавер. По попису становништва из 2010. у њему је живело 805 становника

## Демографија
|                   | 2010.        | 2000.        |
| Укупно            | 805 (100,0%) | 519 (100,0%) |
| Белци             | 653 (81,12%) | 470 (90,56%) |
| Хиспаноамериканци | 70 (8,696%)  | 11 (2,119%)  |
| Афроамериканци    | 53 (6,584%)  | 33 (6,358%)  |
| Остали            | 29 (3,602%)  | 5 (0,963%)   |
| Азијати           | 0 (0,000%)   | 0 (0,000%)   |